# Château d'Altembrouck
Le château d'Altembrouck ou d'Altenbroek (en néerlandais : kasteel Altenbroek ou kasteel Altembrouck) est un château dans la Belgique commune de Fourons en Limbourg. Il est situé au nord-est de Fouron-le-Comte dans la vallée de la Noor dans le lieu-dit d'Altembrouck.
Le château a été largement rénové. Les parties les plus anciennes de l'édifice datent du XVIIIe siècle et se composent d'un bâtiment rectangulaire, l'aile ouest. La construction de l'aile nord en brique débute à la fin du XVIIIe siècle, vers 1775. Cette aile était initialement une bergerie : sur la pierre du pignon se trouve un mouton et l'année 1809. Le plan d'étage actuel est créé en 1904 et est en forme de L. La ferme est située sur le côté sud du château et a une forme en U avec le côté ouvert au nord. L'entrée se fait par un portail dans l'aile est.

## Histoire
Le nom Brouck / Broek (ou Brook comme il est connu localement) fait référence à des « terres marécageuses » et était appelé Broeke bi Voeren vers 1300. En 1314, Jan van Voeren est mentionné comme seigneur de Broek, qui était un fief du comté de Dalhem. Reinier van de Broekke participe en 1371 à la bataille de Baesweiler côté brabançon contre les duchés Juliers et Gueldre. Le château fut la propriété de la famille Melcops de 1355 à 1511, puis de la famille Holset jusqu'en 1624 et à partir de 1629 de Jan de Berghe, seigneur de Noorbeek.
En raison des liens avec Broek de la famille Hoen, l'ancien Broek devint Altenbroek et le nouveau s'appela plus tard Hoensbroek. En 1714, le château appartenait au chevalier Pieter de Winckel, aide de camp d'Antoine de Hoensbroeck. Son mariage avec Isabelle-Josèphe de Lepper est mentionné dans un chronogramme sur la source Saint-Lambert avec l'année 1718.
En 1790, le château entre en possession de Pierre Joseph de Schiervel par un mariage avec  l'héritière Marie Claire de Fassin. Il fut bourgmestre de Fouron-le-Comte de 1812 à 1827 et avant 1830 membre de la Chambre des représentants des États généraux du royaume uni des Pays-Bas. Son fils Louis de Schiervel, né au château d'Altembrouck, refusa sa nomination comme premier gouverneur du Limbourg belge par le gouvernement provisoire ; ce qui a donné à Frans de Loë-Imstenraedt de la commune de Mheer voisine, cet honneur.
Quatre ans après la reconnaissance de l'indépendance de la Belgique par les Pays-Bas, en 1843 (Traité de Maastricht), l'année de l'établissement officiel de la frontière, Louis devient le quatrième gouverneur du Limbourg. La partie orientale du Limbourg ayant été rattachée aux Pays-Bas lors de la reconnaissance  de la Belgique, la frontière s'est fortement rapprochée du château d'Altembrouck. Comme leur père, le frère de Louis, Henri de Schiervel, devient bourgmestre de Fouron-le-Comte. Louis a été reconnu dans la noblesse belge et a reçu un titre héréditaire de baron en 1842. Son mariage étant resté sans enfant, le titre passa au fils d'Henri, (Jacques) Gustave de Schiervel, qui épousa la fille de Charles-Ghislain Vilain XIIII, ministre des Affaires étrangères et membre du Congrès national. Il modifia son nom en Gustave de Schiervel d'Altembrouck.
La fille de Gustave, Marie-Philippine Ghislaine Joséphine de Schiervel d'Altembrouck, a épousé Arthur de Behault en 1878. Le château et les terres passèrent à leur fils Adrien puis à leurs petits-fils Jean et André de Behault. En 1994 d'abord le château puis en 1995 les terres ont été vendues. En 2018, l'ensemble a été repris par une SPRL qui l'exploite en tant qu'établissement de restauration.
Lors de l'invasion allemande de 1914, l'état-major de l'armée allemande passa sa première nuit en Belgique au château.

## Alentours
Le château d'Altembrouck est situé dans la réserve naturelle d'Altembrouck. Autour du château s'étend un parc avec des bassins et trois sources dont la source Saint-Lambert. Le château est relié à la route par une drève.
Il y avait autrefois un moulin à eau près du château, le moulin d' Altembrouck.
Au sud, à environ 500 mètres du château, se trouve la zone forestière de Schoppemerheide.

## Galerie de photos

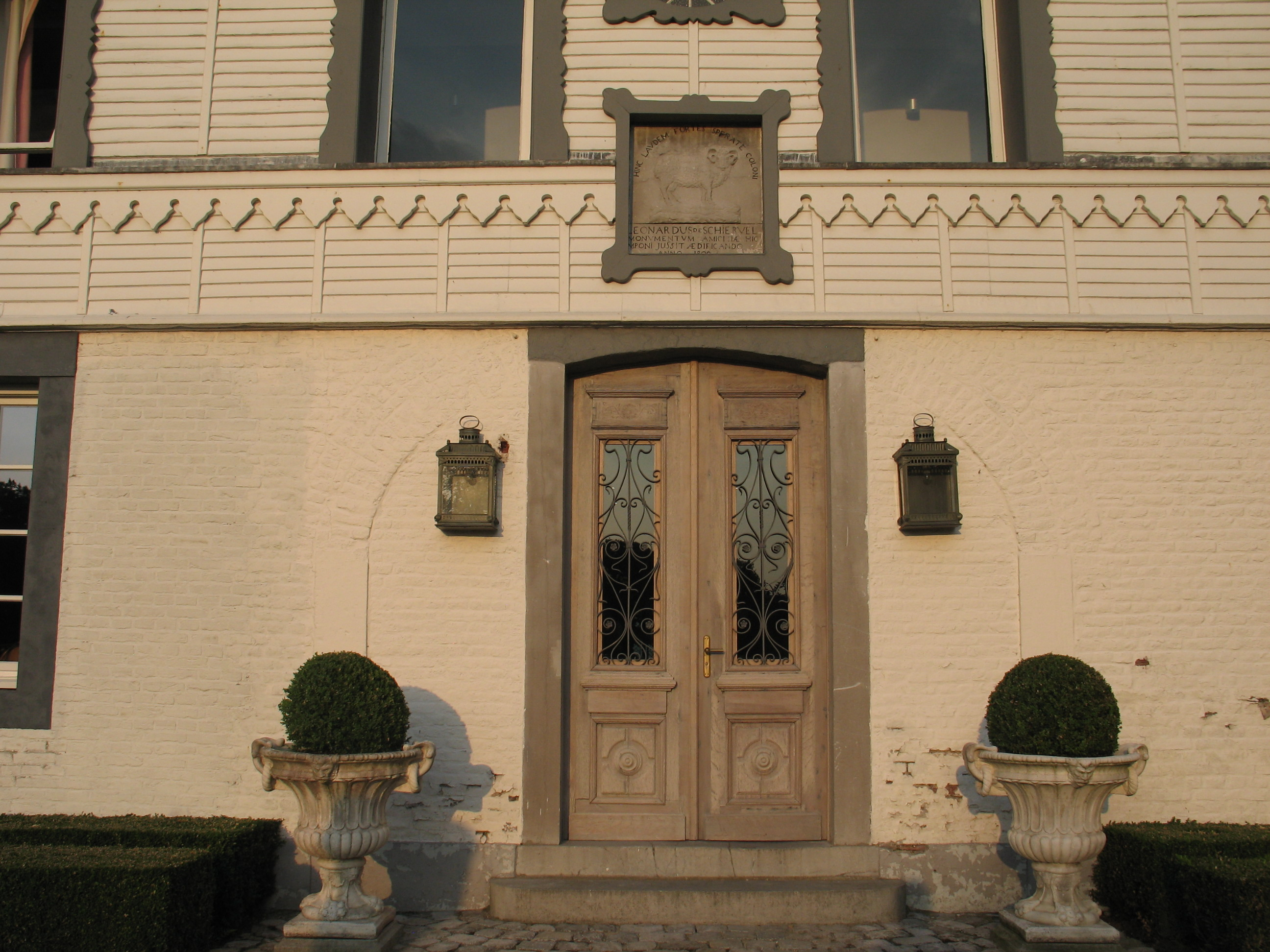
Pierre du pignon de la bergerie
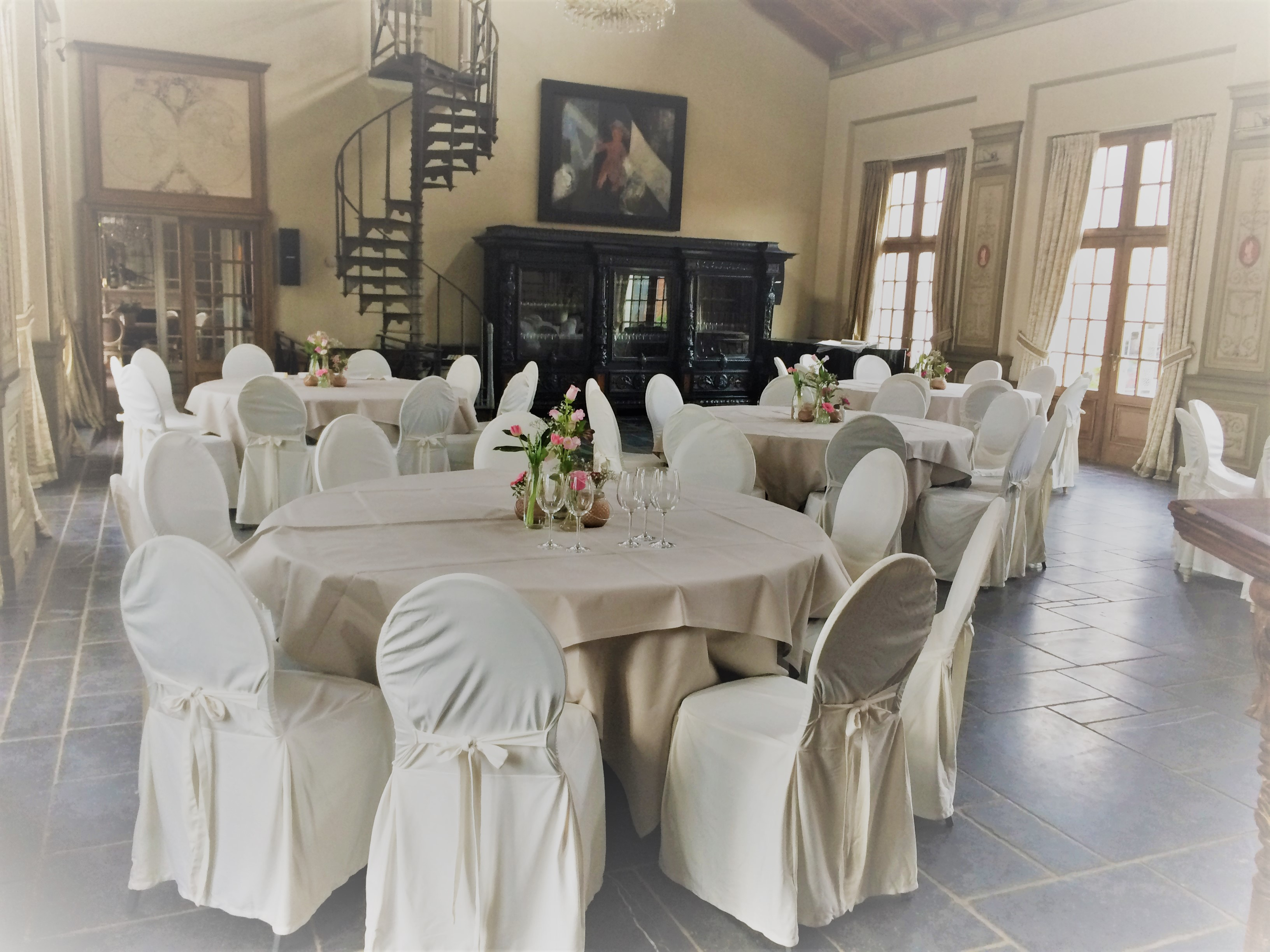
Intérieur
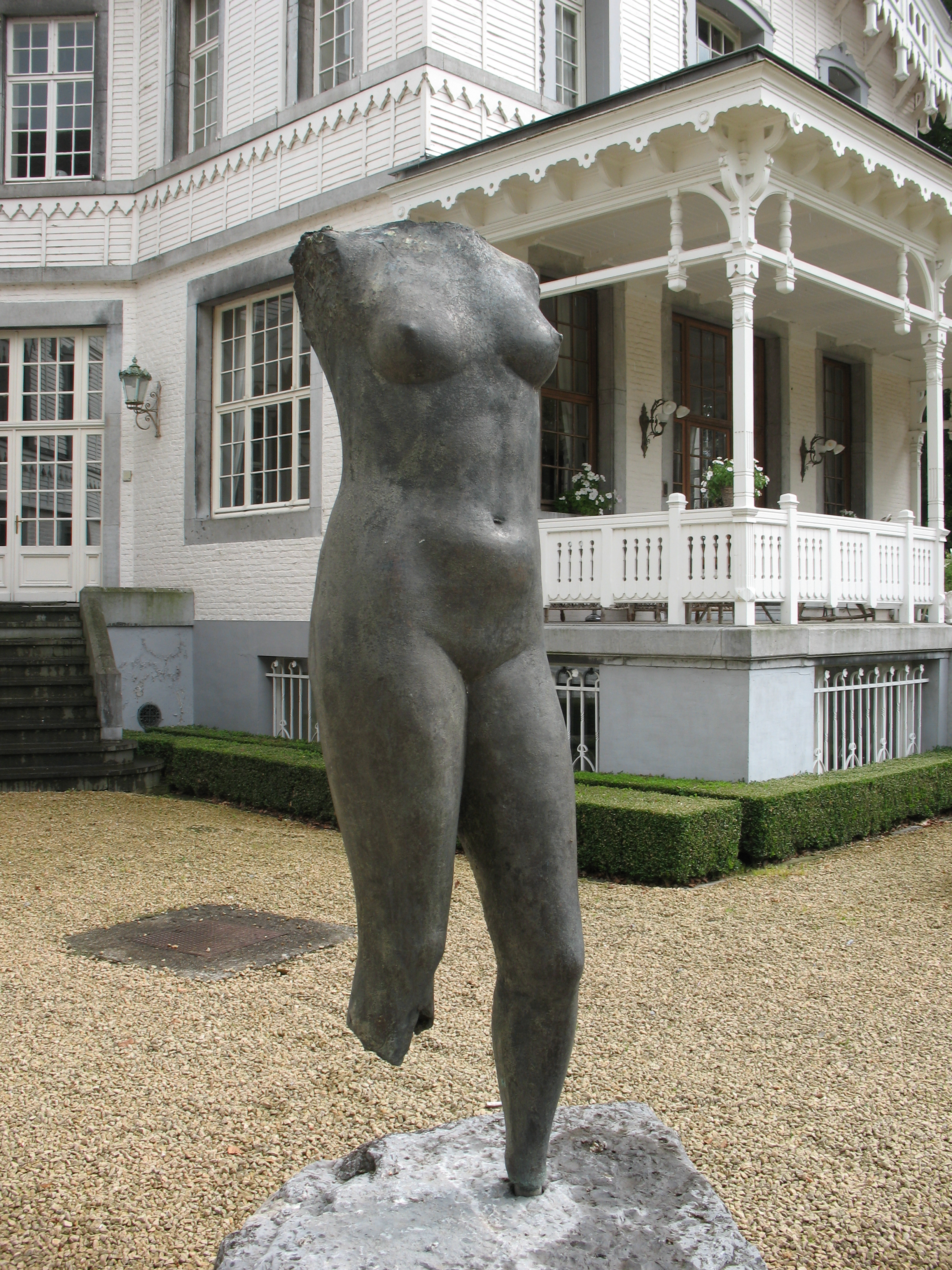
Une des œuvres d'art du parc
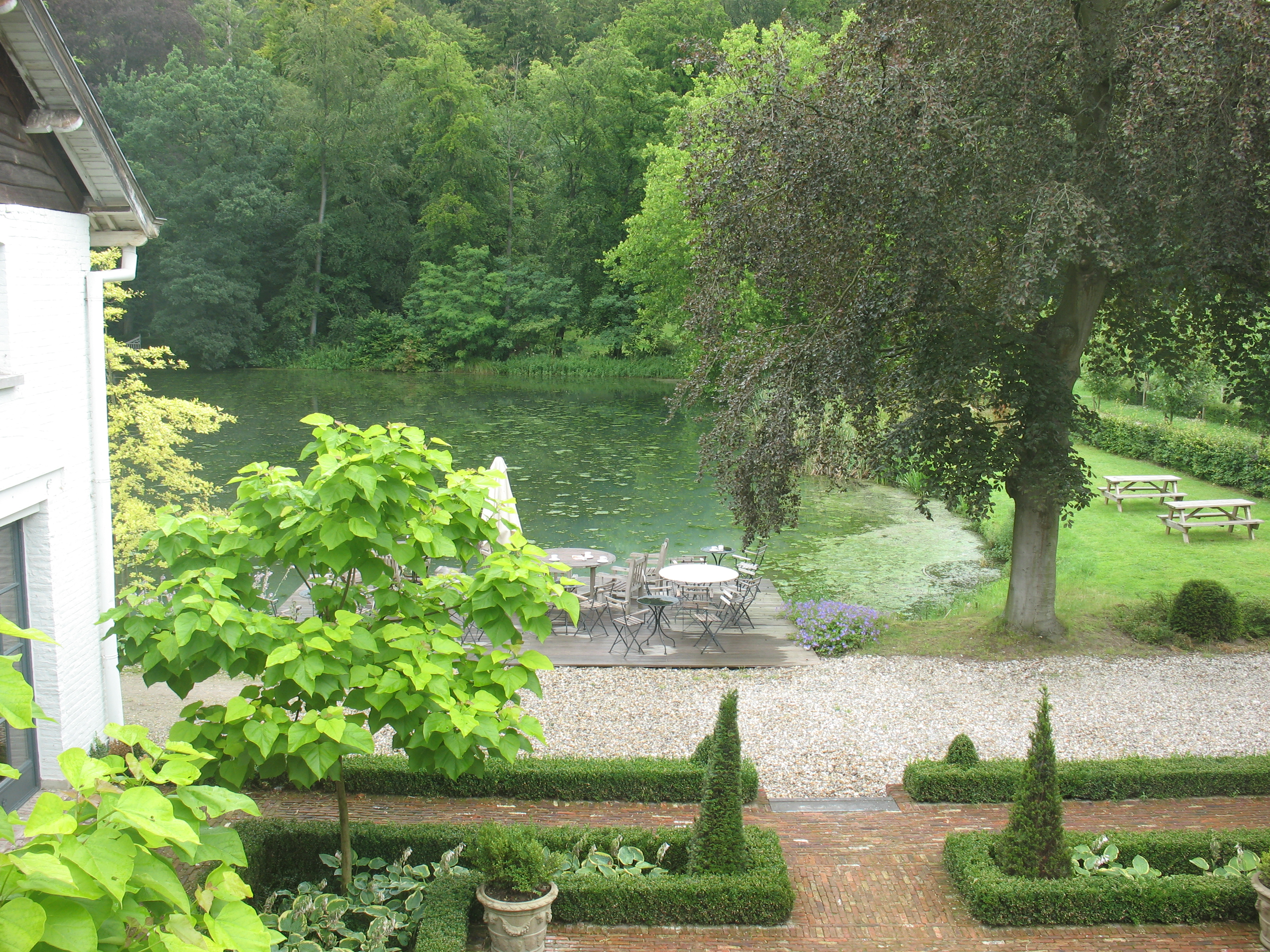
Un des étangs du parc
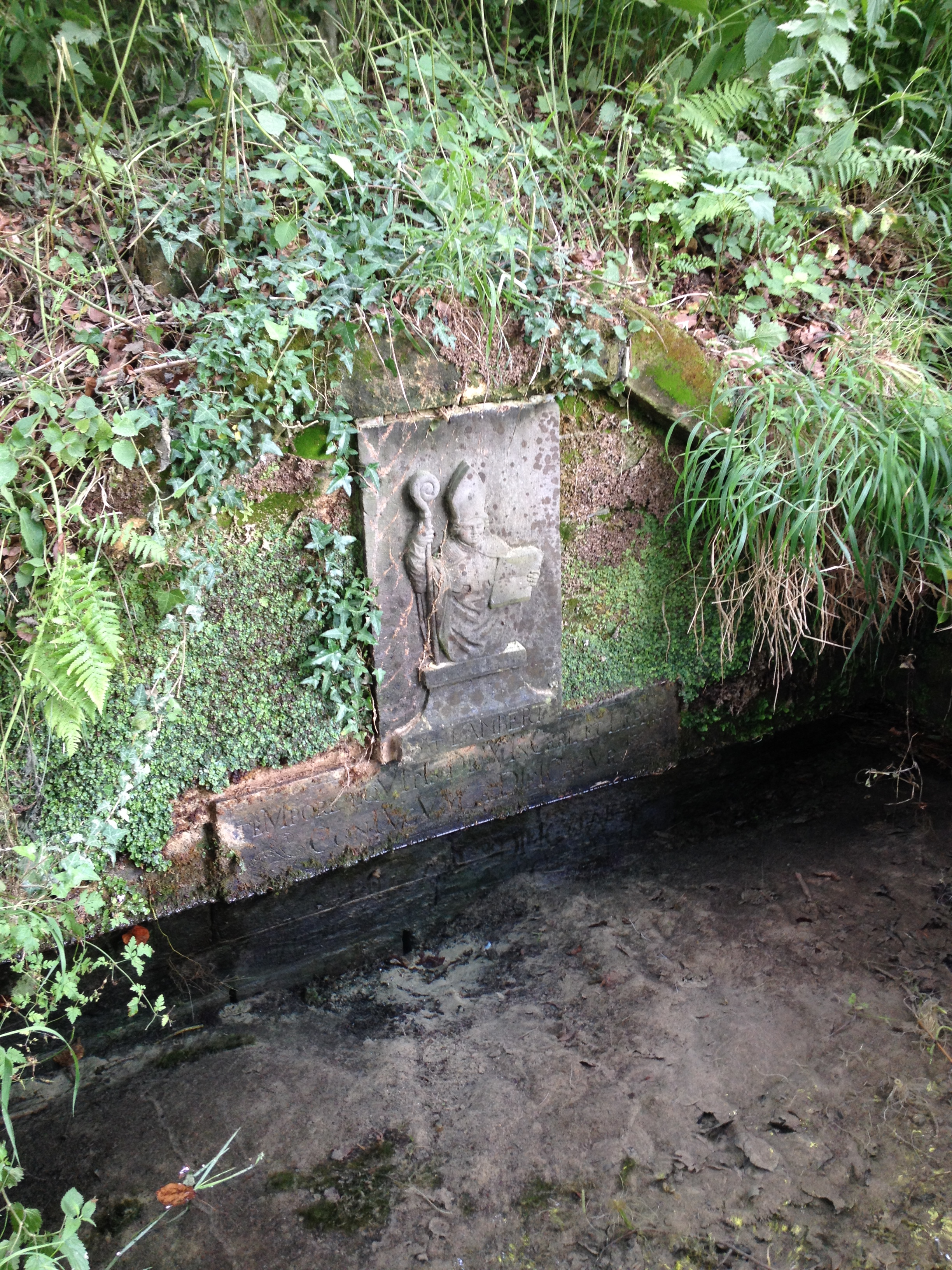
Source Saint-Lambert
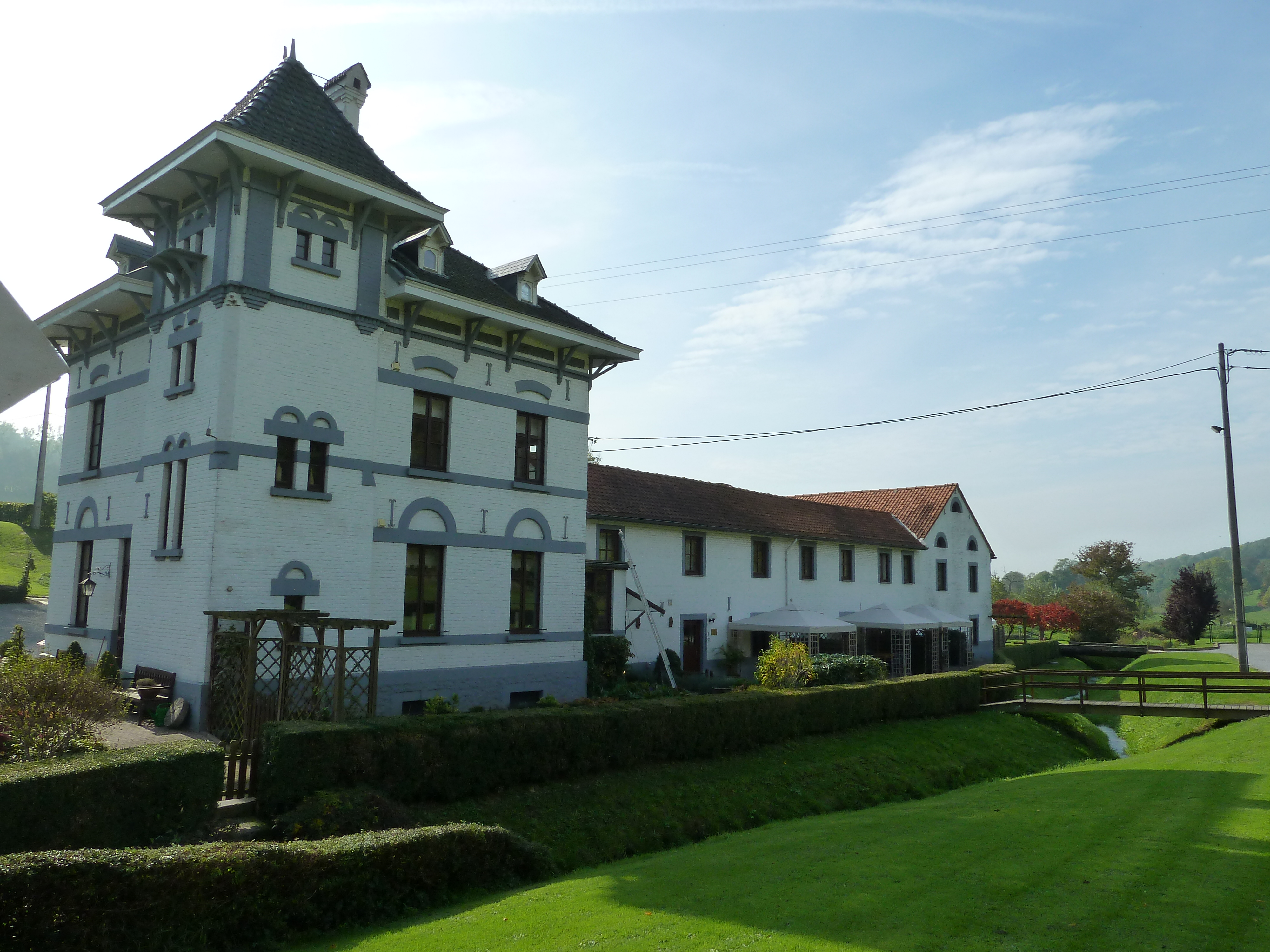
Ancien moulin d'Altembrouck